# 飯田清三
飯田 清三（いいだ せいぞう、1894年8月22日 - 1976年9月24日）は、日本の実業家。野村證券第2代社長。

## 人物・経歴
鹿児島県出身。1919年東京帝国大学卒業。野村證券常務取締役を経て、1940年野村證券専務取締役。1941年9月から1947年8月まで野村證券社長を務め、本店の東京移転などを行った。1942年野村信託取締役。1944年野村銀行取締役。1945年野村生命保険監査役。その後公職追放となり、1950年（昭和25年）に追放解除。1976年（昭和51年）に死去。墓所は多磨霊園。